# Cookie (magazyn)
Cookie (jap. クッキー Kukkī) – japoński dwumiesięcznik z mangami shōjo i josei, wydawany od 1999 roku nakładem wydawnictwa Shūeisha. W 2008 roku średni nakład wynosił około 175 000 egzemplarzy, a do 2015 roku liczba ta spadła do 56 000. Od 1 kwietnia 2015 magazyn ukazuje się również w wersji elektronicznej.

## Wybrane serie
Opracowano na podstawie źródła.
- Akazukin Chacha N (2012–2019) – Min Ayahana
- Clover (2000–2006) – Toriko Chiya
- Good Morning Kiss (2007–2022) – Yue Takasuka
- Honey Bitter (2004–2018) – Miho Obana
- Kiyoku yawaku (2004–2010) – Ryō Ikuemi
- Nana (2000–2009) – Ai Yazawa
- Shibuya-ku maruyama-chō (2003–2004, 2007–2009) – Mari Okazaki
- Tokimeki Midnight (2002–2009) – Koi Ikeno